# Narcissus poeticus subsp. radiiflorus
Narcissus poeticus subsp. radiiflorus és una subespècie de planta bulbosa que pertany a la família de les Amaril·lidàcies. És originària d'Europa central i de l'est fins a la Península dels Balcans.

## Descripció
És una planta bulbosa semblant a Narcissus poeticus, però amb les flors en forma estrellada, on els pètals no se superposen.

## Taxonomia
Narcissus poeticus subsp. radiiflorus va ser descrita per (Salisb.) Baker i publicat a Handb. Amaryll.: 12 (1888).
Etimologia
Narcissus nom genèric que fa referència del jove narcisista de la mitologia grega Νάρκισσος (Narkissos) fill del déu riu Cefís i de la nimfa Liríope; que es distingia per la seva bellesa.
El nom deriva de la paraula grega: ναρκὰο, narkào (= narcòtic) i es refereix a l'olor penetrant i embriagant de les flors d'algunes espècies (alguns sostenen que la paraula deriva de la paraula persa نرگس i que es pronuncia Nargis, que indica que aquesta planta és embriagadora).
poeticus: epítet llatí que significa "de poetes".
Sinonímia
- Narcissus radiiflorus Salisb., Prodr. Stirp. Chap. Allerton: 225 (1796).
- Narcissus angustifolius Curtis ex-Haw., Bot. Mag. 6: t. 193 (1792).
- Narcissus majalis var. exertus Haw., Suppl. Pl. Succ.: 150 (1819).
- Narcissus poetarum Haw., Monogr. Narcissin.: 14 (1831).
- Narcissus stellaris Haw., Monogr. Narcissin.: 15 (1831).
- Narcissus longipetalus Schleich. ex-Steud., Nomencl. Bot., ed. 2, 2: 182 (1841).
- Hermione angustifolia (Curtis ex-Haw.) M.Roem., Fam. Nat. Syn. Monogr. 4: 234 (1847).
- Narcissus seriorflorens Schur, Enum. Pl. Transsilv.: 657 (1866).
- Narcissus stelliflorus Schur, Oesterr. Bot. Z. 19: 205 (1869).
- Narcissus ledroensis Evers, Verh. K. K. Zool.-Bot. Ges. Wien 46: 88 (1896).
- Narcissus exertus (Haw.) Pugsley, J. Bot. 53(Suppl. 2): 42 (1915).[4]